# Bucking Society
Bucking Society è un cortometraggio muto del 1916 diretto da Harry Williams e William Campbell.

## Produzione
Il film fu prodotto dalla Keystone Film Company.

## Distribuzione
Distribuito dalla Triangle Distributing, il film - un cortometraggio in due bobine - uscì nelle sale cinematografiche statunitensi il 16 aprile 1916.
Non si conoscono copie ancora esistenti della pellicola che viene considerata presumibilmente perduta.